# Limonium diffusum
Espèce
Classification phylogénétique
Le (ou la) Statice diffus (Limonium diffusum (Pourr.) Kuntze) est une plante herbacée vivace de bord de mer de la famille des Plumbaginaceae (Plombaginacées).
Synonyme
- Statice diffusa Pourr.

## Caractéristiques
C'est une plante glabre de 10 à 35 cm de hauteur, à souche courte, écailleuse, courtement ramifiée et feuillée à l'extrémité des rameaux. Les feuilles ont 1 cm et sont caduques, linéaires, engainantes et disposées en rosettes. Les fleurs sont petites, solitaires disposées de part et d'autre des rameaux
Période de floraison : juin à août.

## Habitat et répartition
- Habitat type : sables humides limoneux et salés du littoral méditerranéen.
- Aire de répartition : endémique ibérico-française. En France elle ne se trouve qu'à proximité de l'étang de l'Ayrolle à Gruissan et à l'île Sainte-Lucie (Aude).

## Statut de protection
Figure sur la Liste des espèces végétales protégées sur l'ensemble du territoire français métropolitain.